# Гурьева, Елена Ильинична
Еле́на Ильи́нична Гу́рьева (29 ноября 1958) — советская хоккеистка (хоккей на траве), полевой игрок. Бронзовый призёр летних Олимпийских игр 1980 года. Заслуженный мастер спорта СССР (1984).

## Биография
Елена Гурьева родилась 29 ноября 1958 года.
Играла в хоккей на траве за «Фили» и «Крылья Советов» из Москвы.
Входила в первый в истории состав женской сборной СССР, собранный в декабре 1977 года.
В 1980 году вошла в состав женской сборной СССР по хоккею на траве на летних Олимпийских играх в Москве и завоевала бронзовую медаль. Играла в поле, провела 4 матча, мячей не забивала.
В 1984 году стала серебряным призёром чемпионата Европы в Лилле.
В 1995 году выступала в футболе в составе аутсайдера высшей лиги России «МИСИ-Бина» (Москва), провела 5 матчей.
После окончания игровой карьеры работала тренером.